# 존재와 시간
《존재와 시간》(독일어: Sein und Zeit, 1927년)은 독일의 철학자 마르틴 하이데거의 대표작이다. 하이데거는 저술 당시 본래 총 3부를 기획하였으나 완결하지 못한 채 제 1부 2절까지만을 발표하였으며 그것이 현재 출간되고 있는 저작이다. 이 책은 20세기 철학, 특히 존재론, 해석학, 해체론에 지대한 영향을 미쳤다.
하이데거가 고등학교 시절부터 관심이 있었던 아리스토텔레스의 존재하는 것의 존재에 대한 물음과 후설로부터 배운 '사상(事象) 자체로'라는 현상학적 방법이 결합하여 존재하는 것이 존재한다는 옛것의 의미는 무엇인가 하는 근본적 물음이 최초의 물음으로 설정됐다. 존재한다는 것의 의미는 무엇인가? 이에 대답하기 위해서는 존재한다는 것을, 비록 막연하기는 하지만 인간, 곧 현존재가 요해(了解)하고 있다는 사실로부터 출발하지 않으면 안 된다. 존재요해(存在了解)를 갖고 있는 현존재는 자기 자신의 존재에 대해서도 자기 이외의 존재하는 것(가까이 도구로서 존재하는 것, 눈앞에 사물로서 존재하는 것)의 존재에 대해서도, 그 존재를 요해하고 이들과 관계를 갖고 이러한 요해를 개념화할 수 있다. 이러한 현존재의 존재 분석론이 전반부의 중요한 과제이다. 현존재의 존재는 실존인데, 실존은 도구나 사물의 존재와는 달라서 존재요해에 의해 자기나 자기 이외의 것에 관계하므로 실존은 관심이라고 할 수 있다. 관심은 일상적으로는 주변에서 일어나는 일이나 사물에만 쏠리고 있으나, 다른 누구에 의해서도 대체될 수 없는 죽음의 가능성에 직면하여 처음으로 본래의 자기에 눈을 뜨게 된다. 현존재의 존재인 실존 또는 관심은 죽음에 의해 한정되는 유한한 시간성(時間性)에 바탕을 두고 있다. 존재한다는 것의 의미, 곧 근거는 시간성에 있다. 

## 같이 보기
- 자크 데리다

## 참고 문헌

### 원전
- 마르틴 하이데거, 《Sein und Zeit》, 하이데거 전집, 제2권, 편집 F.-W. von Herrmann, 1977, XIV, 586p.
- 마르틴 하이데거, Being and Time, 존 맥쿼리, 에드워드 로빈슨 번역(런던: SCM Press, 1962).
- 마르틴 하이데거, 《존재와 시간》, 이기상 번역, 까치
- 마르틴 하이데거, 《존재와 시간》, 소광희 번역, 경문사

### 기타
- 이 문서에는 다음커뮤니케이션(현 카카오)에서 GFDL 또는 CC-SA 라이선스로 배포한 글로벌 세계대백과사전의 내용을 기초로 작성된 글이 포함되어 있습니다.